# ビーボ (芸能プロダクション)
有限会社ビーボ（英: vi-vo）は、かつて存在した日本の芸能事務所。主に声優・ナレーターのマネジメントを行っていた。

## 歴史
2002年3月、声優の屋良有作らが紅屋25時から独立し設立。社名はスペイン語で「生き生きとした、活気のある、（色が）あざやかな」などを意味する形容詞の“vivo”に由来する。主な創業メンバーは屋良有作と石井康嗣で、代表は屋良有作であった。
2022年3月18日、同月末にて廃業及び所属タレントの移籍先などを発表、2022年3月31日をもって廃業した。

## かつて所属していた主なタレント

### 男性
- あがた森魚
- 石井康嗣（フリー、アンバーノートと業務提携）
- 内田泰喜
- 岡本和浩（現所属：アンバーノート）
- 小林三四郎
- 近藤隆（現所属：アンバーノート）
- 佐久田脩 （在籍中に死去）
- 坂巻亮侑（現所属：アル・シェア）
- 高野憲太朗（現所属：ケンユウオフィス）
- 高良崚太（現所属：アンバーノート）
- 田丸裕臣（現所属：ユニキャスト）
- 中原茂（現所属：ローカルドリームプロダクション ）
- 額田康裕（現所属：ユニキャスト）
- 奈良岡快
- 葉月パル（現所属：ユニキャスト）
- 浜田治貴（現所属：アトミックモンキー）
- 古田優児（現所属：KOTODAMA）
- 堀江一眞（現所属：アクセント）
- 山田太一（現所属：ワールドP.S.）
- 屋良有作（現所属：青二プロダクション）

### 女性
- 秋元うらら（現所属：ユニキャスト）
- 川上まり（現所属：アトミックモンキー）
- 國井千聖（現所属：ユニキャスト）
- 國分優香里（現所属：パワー・ライズ）
- 小松美智子（現所属：エクステンション）
- 斉藤ゆき子（現所属：ヴォイスガレージ）
- 清水茉菜（フリー）
- 新谷良子（現所属：リマックス）
- 鈴夏あや（現所属：ユニキャスト）
- 永田亮子（現所属：アトミックモンキー）
- 葉山いくみ（現所属：クレアボイス）
- 深見梨加（フリー）
- 藤井佑実子（現所属：ユニキャスト）
- 真木ナオ（フリー）
- 村田博美（現所属：アクセント）
- 山内美幸（現所属：ユニキャスト）
- 山口由里子（現所属：青二プロダクション）